# Edith von Sanden-Guja
Edith von Sanden-Guja geb. Edith von Schlüter (* 15. April 1894 in Guscht, Neumark; † 29. März 1979 in Diepholz) war eine deutsche Tierplastikerin und Malerin.

## Leben
Der bürgerlichen Vorfahren, Großeltern, waren Friedrich Arnold Schlüter (* 1826; † 1905) aus Gütersloh, Hütten- und Bergwerksbesitzer in Düsseldorf, und seine Ehefrau Henriette Friedrike Johanne Flender (* 1834; † 1900). Ihre Eltern waren der aus Radevormwald im Kreis Lennep stammende und 1903 zu Potsdam im Neuen Palais geadelte Arnold von Schlüter (* 1860; † 1941) und dessen Ehefrau Julia Kusenberg (* 1867; † 1927). Sie stammte aus den USA, aus Philadelphia. Der Vater war Fideikommissherr in Schweinert, Kreis Schwerin-Grenzmark, um 1920 waren es 4100 ha, in den 1930er Jahren 4748 ha, des Weiteren kgl. preuß. Landstallmeister a. D. zu Neustadt/Dosse, Rittmeister a. D., Ehrenritter des Johanniterordens und Mitglied der Deutschen Adelsgenossenschaft (D.A.G.). Edith hatte drei Brüder, der älteste, Arnold, fiel 1914 als kgl. preuß. Leutnant des Husaren-Regiment Nr. 3. Der mittlere Bruder Theodor wurde aktiver Offizier, war zuletzt Oberstleutnant der Luftwaffe, dann Land- und Forstwirt. Erbe auf Schweinert ab 1941, zuvor schon dort als Betriebsleiter tätig, wurde im Minorat Bruder Georg (* 1901; † 1965), Fahnenjunker a. D., nachfolgend Gestütsbesitzer.
Von 1911 bis 1914 besuchte Edith von Sanden-Guja die Kunstschule Düsseldorf. 1914 heiratete sie Walter von Sanden-Guja. Kunststudien führen sie nach Königsberg, Süddeutschland und Österreich. Ihr Atelier hatte sie bis zur Flucht aus Ostpreußen im Januar 1945 auf dem Gutshof ihres Mannes in Klein Guja. 1938 nahm sie mit drei Werken an der Großen Deutschen Kunstausstellung teil. Das Ehepaar von Sanden-Guja zog nach dem Zweiten Weltkrieg nach Hüde.
Die Familie von Schlüter ist im männlichen Stamm 1965 ausgestorben.

## Werke
Buch
Bunte Blumen überall, Hannover 1963 (zusammen mit Walter von Sanden-Guja)
Bronzeplastiken
Kopfbüste von Albert Möschler
Vögel nach Vorbildern aus der Präparatesammlung von Walter von Sanden-Guja
Kolkrabe von der Vogelwarte Rossitten
Fischotter „Ingo“, der auf dem Gut Klein Guja lebte
Kormoran im Gesundheitsamt Diepholz
Gemälde
Aquarelle von in Ostpreußen lebenden Fischen

## Ehrungen
Am 4. November 2011 wurde durch den Kreistag des Landkreises Diepholz über die Namensgebung der Oberschule Lemförde entschieden. Sie trägt ab diesem Zeitpunkt in Erinnerung an Walter von Sanden-Guja und seiner Ehefrau Edith den Namen Von-Sanden-Oberschule Lemförde.

## Genealogie
- Gothaisches Genealogisches Taschenbuch der Adeligen Häuser. Zugleich Adelsmatrikel der D.A.G. Teil B (Briefadel). 1939. Jg. 31, Justus Perthes, Gotha 1938, S. 532 f. Siehe: FamilySearch (Kostenfrei).
- Walter von Hueck, Erik Amburger, Friedrich Wilhelm Euler, u. a.: Genealogisches Handbuch der Adeligen Häuser. B (Briefadel). 1981. Band XIV, Band 78 der Gesamtreihe GHdA, Hrsg. Deutsches Adelsarchiv, C. A. Starke Verlag, Limburg (Lahn) 1981, S. 470 f.